# Alta Lake State Park
Der Alta Lake State Park ist ein Naherholungsgebiet etwa 2 mi (3,2 km) südwestlich von Pateros (Washington) am Nordufer des 220 Acres (89 ha) großen Alta Lake. Er liegt im bergigen Inneren des Bundesstaates. Der 181 Acres (73,2 ha) große State Park und der angrenzende See werden von aufgetürmten steinernen Kliffs begrenzt, die durch die Vergletscherung geschaffen wurden, bis zu 1.000 ft (ca. 300 m) hoch über den Talgrund aufragen und sich bis zum Gipfel des Old Goat Mountain fortsetzen, welcher sich bis 4.200 ft (ca. 1.280 m) über den Park erhebt. Die Alta Lake Road führt über 2 mi (3,2 km) zum Park und zweigt von der Washington State Route 153 ab, welche entlang des Methow River verläuft. Der Park wird von der Washington State Parks and Recreation Commission unterhalten.

## Geschichte
Ein Juwelier und Goldgräber aus Wilbur benannte den See 1900 nach seiner Tochter Alta Heinz. Die Stadt Pateros übergab 1951 die Ländereien an den Bundesstaat, um dort einen State Park einzurichten. 2014 wurde der Park schwer durch den Carlton-Complex-Waldbrand beschädigt, was zur Schließung des Parks über fünf Wochen führte. Die Anstrengungen zur Behebung der Schäden sind immer noch im Gange.

## Tourismus
Der Park bietet Möglichkeiten zum Schwimmen, Bootfahren, Angeln und Windsurfen am, im und auf dem Alta Lake, welcher etwa 2 mi (3,2 km) lang und 0,5 mi (0,8 km) breit ist. Es gibt Camping- und Picknick-Plätze im Park sowie Wanderwege von 2 mi (3,2 km) Länge. Golf kann auf dem nahegelegenen Alta Lake Golf Course gespielt werden.

## Weitere Quellen
- Ernest E. Wolcott: Lakes of Washington, Volume II, Eastern Washington. Washington Department of Ecology, 1973, S. 294–295, abgerufen am 17. Februar 2016 (englisch).